# James T. Richardson
James T. Richardson (* 1941) ist amerikanischer Soziologe, Professor für Soziologie und Rechtswissenschaft in University of Nevada, Reno. Richardson spezialisiert sich auf sozial- und verhaltenswissenschaftliche Evidenz, Religionssoziologie und neue religiöse Bewegungen, Rechtssoziologie und soziale Bewegungen. Er ist besonders offen über prominente Fälle wie Elizabeth Smart und Patty Hearst. Er ist ein wissenschaftlicher Kritiker von Gehirnwäsche-Theorien.

## Ausbildung und Karriere
In 1965 erhielt James T. Richardson seinen Bachelor-Abschluss in Soziologie an der Texas Tech University. 1966 erhielt er an derselben Universität einen Master-Abschluss in Soziologie. 1968 promovierte er in Soziologie an der Washington State University. 1986 promovierte er an der Nevada School of Law. 
Er ist seit 30 Jahren aktiver Lehrer und verbrachte die meiste Zeit an der University of Nevada, Reno, wo er zur Zeit Professor für Soziologie und Rechtswissenschaft ist. 

## Bibliografie
- James T. Richardson, Mary W. Stewart, Robert B. Simmonds Organized Miracles: A Study of a Contemporary, Youth, Communal, Fundamentalist Organization, ISBN 978-0-8785-5284-9
- Conversion careers: in and out of the new religions,  Sage Publications, Thousand Oaks 1978, ISBN 0-8039-1025-8.
- James T. Richardson, David G. Bromley The Brainwashing/deprogramming controversy: sociological, psychological, legal, and historical perspectives, E. Mellen Press, Lewiston 1983, ISBN 0-88946-869-9.
- Money and power in the new religions, E. Mellen Press, Lewiston 1988, ISBN 0-88946-852-4
- Principles of Catalyst Development, Springer US, New York 1989, ISBN 978-1-4899-3725-4
- James T Richardson, Joel Best, David Bromley The Satanism Scare. Social Institutions and Social Change, De Gruyter, 1991, ISBN 978-3-1101-3220-5
- Regulating Religion. Case Studies from Around the Globe (edited volume), Kluwer Academic/Plenum Publishers, New York/Boston/Dordrecht/London/Moscow 2004.
- Legal Cases, New Religious Movements, and Minority Faiths, Routledge 2014, ISBN 978-1-3155-9198-8
- James A. Beckford, James T. Richardson Challenging Religion, Routledge 2015, ISBN 978-1-1388-8004-7